# Heliothela floricola
Heliothela floricola là một loài bướm đêm trong họ Crambidae.